# Снежана Петковић
Снежана Петковић Ђердан (Краљево, 1963 — 2019) била је српска фолк певачица.

## Биографија
Снежана Петковић Ђердан рођена је на ушћу Ибра и Западне Мораве, у Краљеву 1963. године, где је завршила школовање, а Педагошку академију завршила је у Крушевцу. Била је златно грло Радио Београда и Радио Новог Сада, а један од бисера ансамбла Ђердан.
Од малих ногу показивала је склоност ка музици, па отац продаје плац да би ћерки купио велику црвену хармонику уз упозорење: Можеш да певаш, само ако ћеш и да свираш. У хармоници је видео озбиљност и заштиту за женско чељаде, мезимицу. Желео је да му ћерка буде нова Радојка Живковић.
Глас о музикалном девојчету из Краљева стиже и до легендарне Мире Васиљевић, која је прима у прву поставу Ђердана. Из Снежиног гласа прокључала је Шумадија у песмама: Лепе ли су, нано, Гружанке девојке, Дуње ранке, Обраше се виногради... Упоредо са радом у групи Ђердан, студирала је и успешно завршила Педагошку академију у Крушевцу. 
Толико се идентификовала са Ђерданом, да је жртвовала и девојачко и удато презиме, због овог уметничког.
Поред Мире Васиљевић, снимала је и са највећим музичарима: Миодрагом Тодоровићем Крњевцем, Петром Танасијевићем, Драганом Александрићем, Милутином Поповићем Захаром, Жарком Павловићем Ваљевцем и другима.
Жртвовала је естрадно - дискографску каријеру, зарад посвећености изворним песмама и радио - певању. Достојанствено је неговала праву народну музику. Водила је рачуна не само шта пева, него и коме пева.
Последњих година живота била је посвећена раду са  својим дечијим ансамблом, учећи децу правој народној и духовној песми. Поносила се својим сином, Петром Мулином, који наставља породичну традицију као солиста Народног оркестра РТС-а.
Достојанствено се носила и са најтежом болешћу. Преминула је 12. октобра 2019. године, а сахрањена је на београдском гробљу Орловача.

## Дискографија
Албуми
- Једна жена, заљубљена (1983)
- Само он (1985)
- Слободане мили брате (1989)
- Снежана Петковић Ђердан (1990)
- Црни капут (1997)
- Мајчин завет (2000)

Синглови
- Шу, шу у шумицу / Где се твоја љубав крије (1980)

## Фестивали
- 1983. Хит парада - Нана једну, а ја две (са групом Ђердан)
- 1995. Моравски бисери - Моја мала (дует са Слободаном Мулином)
- 1998. Бања Лука - Сузе радоснице (Вече народне музике)
- 2000. Бања Лука - Мајчин завет, победничка песма
- 2002. Фестивал "Драгиша Недовић", Крагујевац - Шумадијо, земљо шљива
- 2009. Моравски бисери - Мајка и син (дует са сином Петром Мулином)
- 2015. Лира, Београд - Ватра
- 2017. Фестивал "Драгиша Недовић", Крагујевац - Обичаја све је мање (Стара скела)